# Fertőd
Ville de Hongrie, née de l'union d'Esterháza et de Süttör en 1950, Fertőd compte 3 400 habitants. Elle est située à la frontière autrichienne.
Le nom Fertőd, tiré du lac Fertő situé juste au nord, était initialement celui d'une ancienne localité située une vingtaine de km plus au sud, et disparue à la suite des crues. À l'emplacement de l'actuelle Fertőd se trouvaient alors Eszterháza, bourgade fondée par prince Nicolas Esterházy lors de la construction de son palais, et Süttör, village plus ancien mentionné dès 1313, qui furent réunis en 1950.
Fertőd est surtout connue pour le palais Esterházy, surnommé le « Versailles hongrois ». Ce château de la noblesse hongroise est le plus important monument rococo de Hongrie. Un autre château de la même famille se trouve un peu plus à l'ouest, à Kismarton, mais le traité de Trianon signé en 1920 divisa le vaste domaine Esterházy, ainsi que toute la Hongrie, et depuis, Kismarton se trouve dans le Burgenland, en Autriche. Deux autres palais du même nom se trouvent à Vienne, capitale austro-hongroise.

## Jumelages
- Millingen (Pays-Bas)

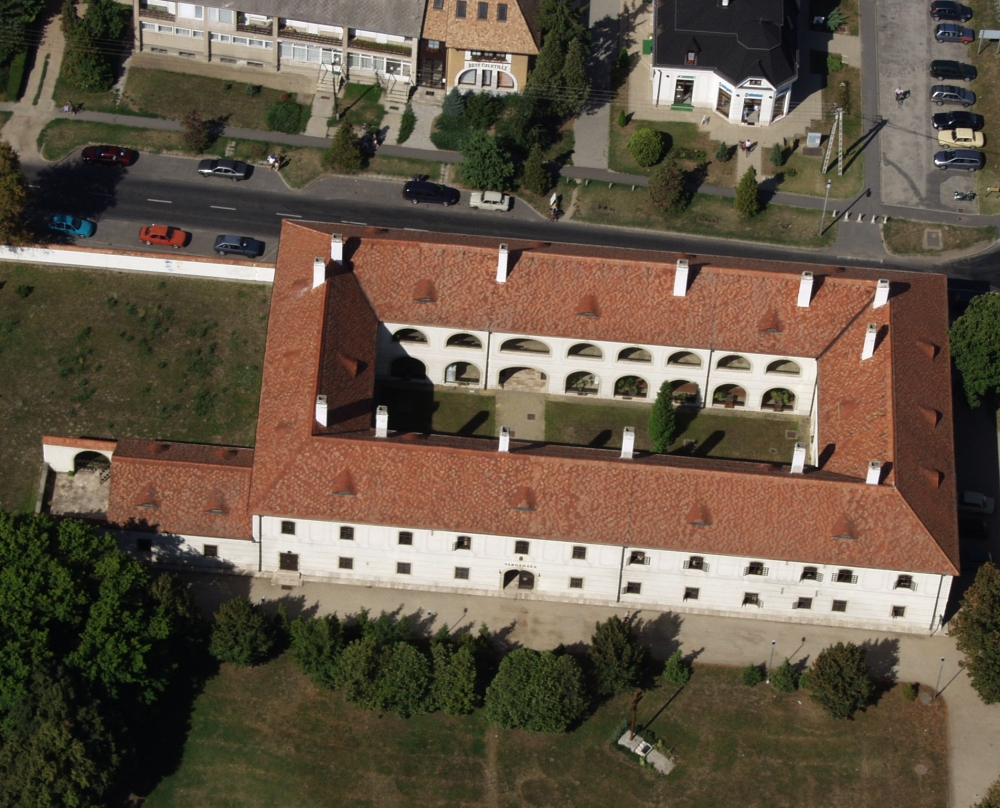
Le manoir où les Esterházy hébergèrent Joseph Haydn et ses musiciens.
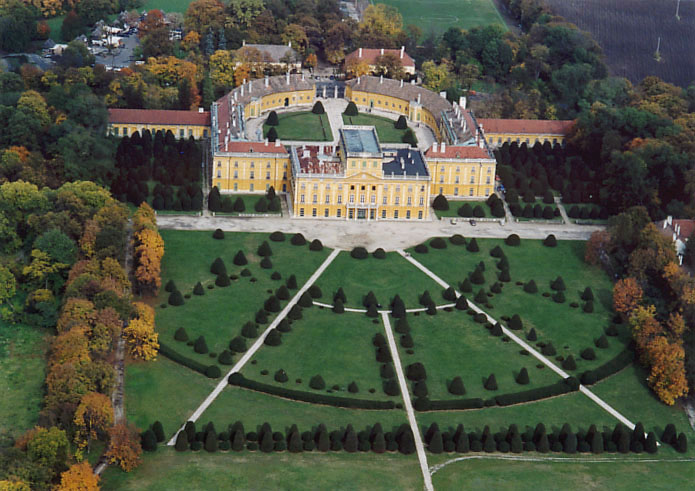
Le palais Esterházy vu du ciel
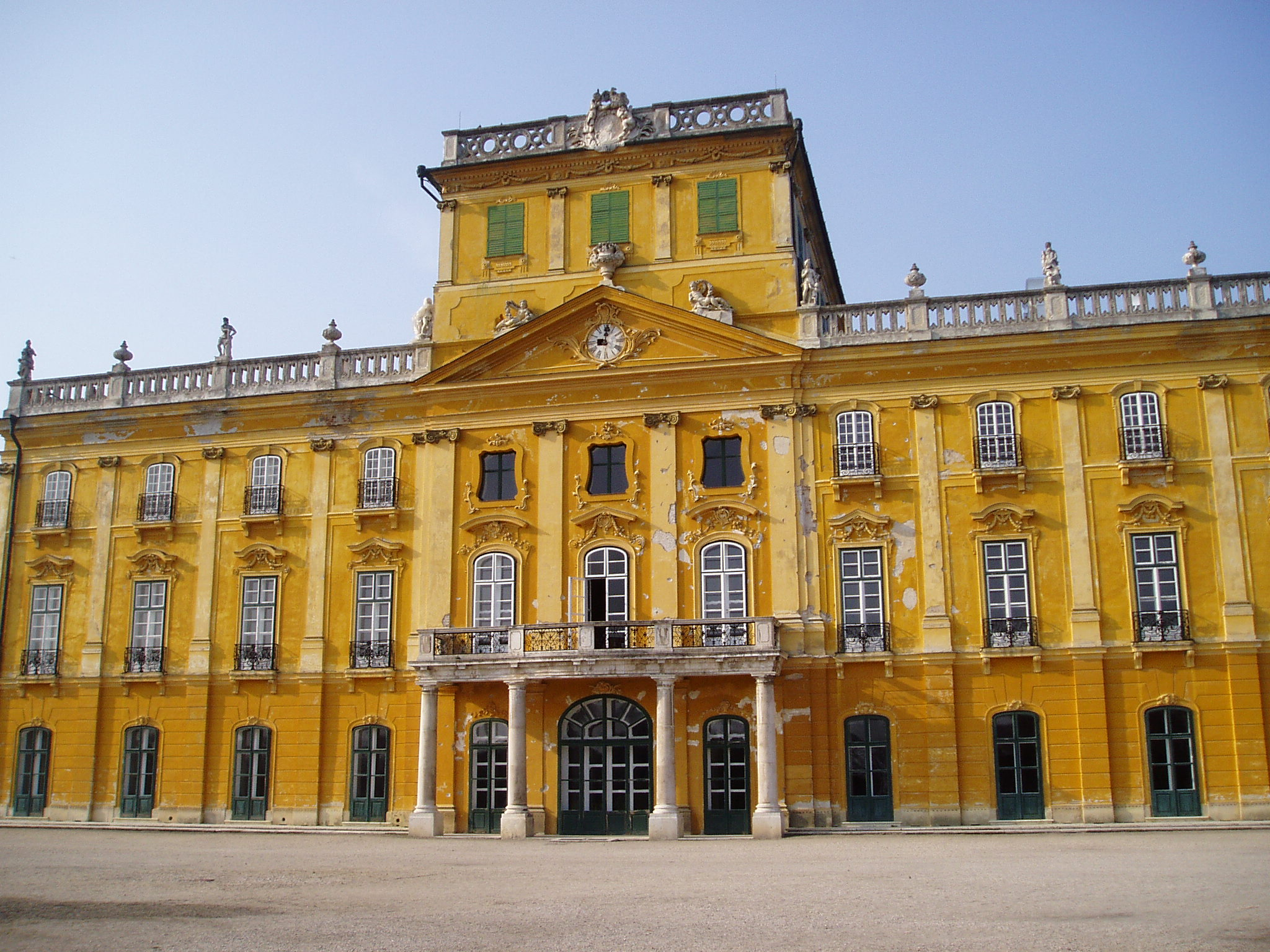
Façade rococo du palais, côté jardins
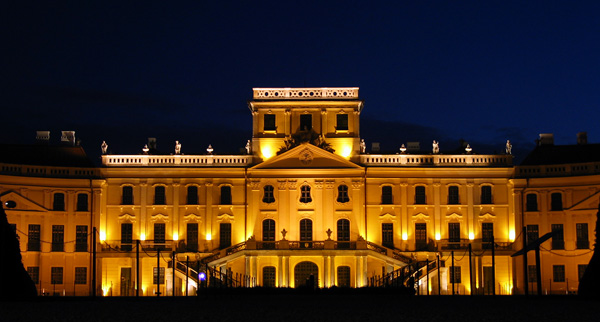
Vue nocturne de la façade du palais